# كيشور
كيشور هو ممثل هندي، ولد في 14 أغسطس 1974 في الهند.

## وصلات خارجية
- كيشور على موقع IMDb (الإنجليزية)
- كيشور على موقع قاعدة بيانات الفيلم (الإنجليزية)